# پاتریک سنتا
پاتریک سنتا (به فرانسوی: Patrick Cintas) نویسنده و ویراستار قرن بیستم میلادی اهل فرانسه است.